# جمعية الرياضيات الأمريكية
جمعية الرياضيات الأمريكية (بالإنجليزية: American Mathematical Society)‏ اختصارًا AMS، هي جمعية لرياضياتيين متقدمين ومُكرّسين لأبحاث الرياضيات والمعرفة، وتخدم المجتمع الوطني والعالمي من خلال منشوراتها، واجتماعاتها، وغيرها من البرامج الأخرى.
الجمعية هي واحدة من 4 أجزاء لمجلس السياسة المشتركة للرياضيات (JPBM) وواحدة من أعضاء مجلس مؤتمر العلوم الرياضية (CBMS). 

## التاريخ
أُنشئت الجمعية عام 1888م على غرار مجتمع نيويورك للرياضيات، بدأت فكرة الجمعية عند زيارة توماس فيسك لإنجلترا، وقد كان معجباً بمجتمع لندن للرياضيات. كان جون هوارد فان أمرنج أول رئيس للجمعية وأصبح فيسك السكرتير. ومن بعدها قررت الجمعية إصدار دورية رياضياتية، ولكنها مُنعت من ذلك، لمخاوف من الدخول في منافسة مع مجلة الرياضيات الأمريكية.
في عام 1891م أصبحت تشارلوت سكوت أول امرأة تنضم للجمعية، وأعيد تهيئة الجمعية تحت إدارتها لتصبح الجمعية الوطنية في 1894م، وفي تلك السنة هي السنة التي عملت أول امرأة في مجلس الرياضيات الأمريكي.
في عام 1951م، انتقل مقر الجمعية من نيويورك إلى بروفيدنس، رود آيلاند. أضافت الجمعية لاحقاً مكتباً في آن آربر في عام 1984م وكذلك في واشنطن العاصمة عام 1992م.
جوليا روبنسون كانت أول أثنى رئيسة للجمعية (1983-1984م) ولكنها لم تتمكن من إكمال فترتها لأنها كانت تعاني من مرض اللوكيميا.
في عام 1988م دورية مجتمع الرياضيات الأمريكي أُنشئت، بغرض جعلها الدورية الرائدة للـAMS.

## الاجتماعات
الـ AMS، وكما هو الحال مع جمعية الرياضيات الأمريكية وغيرها من المنشئات، فهي تسيطر على أكبر اجتماع بحثي رياضياتي في العالم، اجتماع الرياضيات المشتركة يُقام في بداية يناير من كل عام. في اجتماع الرياضيات المشتركة عام 2013 المقام في سان دييغو تلقى أكثر من 6,600 زائر. كل 4 قطاعات إقليمية للـ AMS (الوسطى، الشرقية، الجنوب شرقي، والغربية) يُقام فيها اجتماع في ربيع وخريف كل عام. كما ترعى الجمعية اجتماعات عالمية أخرى.

## خريجو الجامعة
الـ AMS يختار شعبة من خريجي الجامعة الذين أحرزوا نتائج ومساهمات كبيرة للرياضيات.

## الإصدارات
تنشر الـ AMS ماثماتيكل ريفيوز، وهي قاعدة بيانات لآراء ومراجعات رياضياتية، تتضمن عدة دوريات، مجلات وكتب.
الدوريات:
- نشرة الجمعية الأمريكية للرياضيات - تصدر فصلياً.
- الإعلانات الإلكترونية البحثية لمجتمع الرياضيات الأمريكي - على الإنترنت فقط.
- دورية مجتمع الرياضيات الأمريكي - تُصدر فصلياً.
- مُذكّرات مجتمع الرياضيات الأمريكي - تصدر ستة مرات سنوياً.
- إشعارات جمعية الرياضيات الأمريكية - تصدر شهرياً، وهي واحدة من أكثر الدوريات الرياضياتية قراءةً.
- وقائع مجتمع الرياضيات الأمريكي - تُنشر شهرياً.
- معاملات مجتمع الرياضيات الأمريكي - تُنشر شهرياً.

محددة الموضوع:
- رياضيات الحوسبة - تُنشر فصلياً.
- الاستطلاعات والدراسات الرياضياتية.
- الهندسة والديناميكية التماثلية - على الإنترنت فقط.
- نظرية التمثيل - على الإنترنت فقط.

## الجوائز
تُقدم بعض الجوائز بالتعاون مع منظمات رياضياتية أخرى، ومنها:
- جائزة بوجر التذكارية.
- جائزة كول.
- جائزة ديفد بي. روبينز.
- جائزة فرانك وبريني مورجان للتميز.
- بحث في الرياضيات لطالب سنة جامعية أولى.
- جائزة فولكرسن.
- جوائز ليروي بي ستييل.
- جائزة نوربرت وينر في الرياضيات التطبيقية.
- جائزة أسوالد فبلين في الهندسة.

## الرؤساء
تُقاد الـ AMS برئيس، والذي يُرشح لسنتين، ولا يُسمح بعمله لفترات متتالية.

## وصلات خارجية
- جمعية الرياضيات الأمريكية على موقع الموسوعة البريطانية (الإنجليزية)
- موقع AMS الرسمي.
- التاريخ شبه المئوي لمجتمع الرياضيات الأمريكي، 1888-1938م - ريمون كلير أرشيبالد. نسخة محفوظة 6 ديسمبر 2006 على موقع واي باك مشين.